# Poplava
Poplava je začasno prekritje zemljišča z vodo, ki običajno ni prekrito z vodo. To je običajno naravni pojav, ki nastane zaradi izredno močnih ali dolgo trajajočih padavin, naglega taljenja snega ali medsebojnega skupnega delovanja. Naravni dejavniki, ki vplivajo na nastanek poplav so še predhodna nasičenost tal z vodo in visoka podzemna voda, odtočne razmere na območju padavin (visok odtočni koeficient), kot so goloseki v gozdovih in gozdne vlake, nepropustne tlakovane površine v urbanih območjih. Do poplavljanja lahko pride tudi zaradi zajezenega odtoka na kraških poljih, zaradi zajezitev povzročenih s snežnim ali zemeljskim plazom, zaradi delovanja hudournikov, zaradi naravnega posedanja tal ali posedanja povzročenega z gospodarsko dejavnostjo (rudarstvo), dviga gladine podtalnice ali zaradi visoke morske plime. Poplava je najpogostejša zvrst naravne katastrofe, ki prizadene razvite države in države v razvoju.
Poplave se lahko pojavljajo skoraj vsako leto, to so poplave z veliko verjetnostjo nastanka (50 % in več) ter poplave z verjetnostjo nastanka 10 % (poplave z 10-letno povratno dobo), 5 % verjetnosti (20-letne poplave), 1 % verjetnost (100-letne poplave), 0,1 % verjetnosti (katastrofalne poplave s povratno dobo 1000 let). Poplave so ene izmed prevladujočih naravnogeografskih preoblikovalcev pokrajine v ravninsko-nižinskih predelih in neposredno vplivajo na namembnost prostora in rabo tal. Od rabe poplavnega prostora je odvisno ali so poplave negativen ali pozitiven naravni pojav (npr. večja rodovitnost tal) in imajo pomembno vlogo pri ohranjanju določenih ekosistemov, poleg tega pa so bile redne poplave včasih ključnega pomena za razvoj prvih visokih civilizacij, kot je Stari Egipt.
V hidrologiji sta pojma poplava in povódenj ločena. Poplava je pogostejši in periodičen pojav, medtem ko je povodenj ujma, ki se dogodi redkeje in zapusti katastrofalne posledice.

## Vzroki poplav
Na zračne tokove in padavine vplivajo številni dejavniki, predvsem geografski dejavniki in okoliške vremenske razmere. Veliko število dejavnikov se prepleta med seboj in tako povzročajo različne vrste vremenskih razmer. Občasno ti dejavniki lahko medsebojno vplivajo na tak način, da se na enem področju zbere neobičajna količina vode. Na primer, razmere včasih povzročijo nastanek orkana, ki na svoji poti odlaga veliko količino dežja. Taka območja prejmejo več padavin kot običajno.
Ker se struge rek oblikujejo počasi, je njihova velikost sorazmerna s količino vode, ki se običajno kopiči na tem področju. Ko nenadoma območje prejme veliko večjo količino vode, običajno preplavi struge, in voda se prelije na okoliška zemljišča.
Poplave lahko nastanejo zaradi naslednjih vzrokov:
- V dokaj kratkem času lahko prizadene neko območje nenavadno veliko število deževnih neviht. V tem primeru so struge rek in potokov, ki vodo vodijo do oceanov, preplavljene. V zimskem času, na primer, je lahko ozračje nad oceanom toplejše od zraka nad kopnim, kar povzroči, da se zračni tok premika iz kopnega na morje. Toda poleti se zrak nad kopnim segreje in postane toplejši od ozračja nad oceanom. To povzroči, da se zračni tok obrne, tako da se iz morja dvigne več vode, ki se prenese na kopno. Ta sistem monsunskega vetra lahko povzroči obdobje intenzivnega dežja. Na nekaterih področjih, se lahko ta poplavljanja poslabšajo s preobilnim taljenjem snega.
- Plimovanje povzroči poplavljanje, ko se razširi doseg oceana v notranjost celine dlje kot je običajno. Do tega lahko pride zaradi vetra, ki morsko vodo potisne na obalo. Lahko je tudi posledica tsunamijev, ki jih prožijo zlasti premiki zemeljske skorje.
- Do poplave lahko pride zaradi zrušitve jezu. Jez zbira rečne vode v velikem rezervoarju, tako da človek odloča, kdaj povečati ali zmanjšati tok reke. Občasno se zbere za jezom več vode kot je predvideno in struktura jeza se pod pritiskom vda. Ko se to zgodi, se naenkrat sprosti ogromna količina vode. Ta povzroči val »steno«, ki potiska vodo čez zemljišče. Leta 1889 je tako prišlo do poplav v mestu Johnstown, Pensilvanija[6]. Meščani so bili sicer opozorjeni, da prihaja poplava, vendar se veliko prebivalcev za opozorilo ni zmenilo. Ko jih je zadel val vode, je umrlo več kot 2000 ljudi v samo nekaj minutah.
- Pomemben dejavnik je sposobnost tal, da absorbira vodo. Ko je zemljišče prenasičeno (prepojeno z vodo) mora preostala voda odteči po površini. Nekateri materiali se nasičijo veliko hitreje od drugih. Na splošno velja, da kultivirana (obdelana) zemljišča slabše absorbirajo vodo od neobdelanih zemljišč.
- Najbolj nevarne poplave povzročijo ujme, kjer izjemno močne padavine povzročijo hiter in izjemno močan porast hudournikov, potokov in manjših rek. Ker je na enem območju zbrane veliko vode, se poplavne vode običajno premikajo z veliko silo. Hudourniška poplava je lahko uničujoča zlasti, ko nevihta odvrže velike količine dežja na gorskem področju. Voda se premika navzdol z veliko hitrostjo, in pred seboj podira vse kar ji pride na pot.

## Vrste poplav
Ločiti moramo običajne in redne poplave, ki se pojavljajo skoraj vsako leto, poplave s povratno dobo 10 do 20 let in katastrofalne poplave s povratno dobo 100 in več let.

### Značilnosti poplav v Sloveniji
Na podlagi glavnih značilnosti in območij pojavljanja v Sloveniji ločimo:
- hudourniške poplave,
- nižinske poplave,
- poplave na kraških poljih,
- morske poplave,
- mestne poplave,
- tehnične poplave.

Vrste poplav v Sloveniji glede na značilnosti gradiva, ki ga vodni tok nosi s seboj:
- poplave prodonosnih rek,
- poplave rek s prodonosnimi in neprodonosnimi pritoki,
- poplave neprodonosnih rek izven krasa,
- poplave neprodonosnih rek na krasu.

V Sloveniji je ogroženo okoli 14,8 % celotnega ozemlja države (tj. 300.000 hektarjev). Na območju običajnih, rednih poplav živi okoli 7 % vseh prebivalcev, na območju katastrofalnih poplav pa 24 % vseh prebivalcev države. Poplave so pogostejše spomladi in jeseni.

### Hudourniške poplave
Pojavljajo se v gorskem in hribovitem svetu ter ob nekaterih večjih rekah. Kadar pride do hudourniških poplav vode najprej zelo hitro narastejo in potem hitro upadejo. So kratkotrajne in silovite, povzročajo pa jih razmeroma kratkotrajne in intenzivne padavine. Trajajo lahko od nekaj ur do nekaj deset ur. Imajo veliko rušilno moč in povzročajo veliko škodo. Vode prenašajo veliko proda, peska, mulja in drugi erozijski drobir, ki ga odlagajo na ravnini. Zaradi erozije v zgornjem toku in transporta gradiva lahko pride do močnega nasipanja v spodnjem toku. Prihaja do zamašitve pretoka in nato preboja ter nastanka močnejših poplavnih valov.
Hudourniki z veliko erozijsko močjo spodjedajo bregove, prestavljajo struge, odnašajo jezove in mostove ter uničujejo cela naselja. Zaradi naplavljanja gradiva na ravnice zmanjšuje rodovitnost obdelovalnih zemljišč. Ker hitro naraščajo prihaja do človeških žrtev.

### Nižinske poplave
Poplave ob rekah so naravni dogodek. Nižinske poplave so značilnost spodnjega toka večjih rek in nastanejo zaradi razlike v hitrosti dotekanja visokih vod ter pretočnih zmogljivosti rečnih strug. Običajno se pojavljajo sezonsko, ko se sneg tali in združuje s spomladanskim dežjem. Vode hitro pritečejo iz višjega sveta, prehitro zapolnijo struge in se razlijejo po ravnini, nato pa počasi odtečejo.

### Poplave na kraških poljih
Kraške poplave so posebna vrsta poplav, ki so značilna za kraški svet Slovenije. Nastopajo na kraških poljih, kadar je dotok na kraško polje večji kot podzemni odtok prek požiralnikov. Pojavljajo se redno, nastopijo počasi, voda pa stoji več dni ali tednov in počasi odteče skozi kraško podzemlje.

### Morske poplave
Morske poplave nastanejo ob kombinaciji visoke plime, nizkega zračnega tlaka, ko se gladina morja za kratek čas dvigne nad višino običajne visoke plime in preplavi obrežje.

### Mestne poplave
Ena izmed največjih sprememb pri človekovem spreminjanju pokrajine je uporaba asfalta in betona, ki vode ne absorbirata. Skoraj vsa deževnica postane površinsko odtekajoča se voda. V urbanih okoljih, kjer ni dobrega odvodnega sistema, lahko pride do poplav, ker sistem ne požira zadostnih količin meteornih vod. Pojavljajo se ob kratkotrajnih ekstremnih padavinah. Njihova posledica so predvsem poplavljeni podvozi, podhodi in kleti ter vdor vode v kanalizacijske sisteme.
Podoben problem lahko nastane z rečnimi nasipi, ki preprečujejo poplavljanje. Te gradnje razširjajo naravne bregove rek, tako da lahko mimo njih steče veliko več vode. Učinkoviti so pri preprečevanju razlivanja vode na enem območju, kar pa po navadi povzroči probleme v nižje ležečih območjih kjer ni več nasipov. To območje dobi vse poplavne vode, ki bi se drugače že razlile v višje ležečih območjih. Druga nevarnost je, da se lahko rečni nasipi porušijo. Ko se to zgodi, velika količina vode v kratkem času steče na zemljišče. To pa lahko povzroči nevarne posledice poplav.

### Poplave zaradi porušitve pregrad
Pri porušenju umetne pregrade (jez) nastane poplavni val. Razlita voda zaradi velike energije sproščene vodne mase povzroči v prostoru veliko škodo in erozijo.
Na potresno ogroženih območjih ali ob obilnih padavinah lahko pride do zemeljskih plazov in skalnih podorov, zlasti v ozkih dolinah v gorskem svetu. Ustvari se plazovna pregrada, za katero že v nekaj dneh nastane jezero. Tako nastane dvojna nevarnost - jezero lahko zalije naselje nad njimi, ogrožena pa so tudi območja pod pregrado, saj se le-ta lahko poruši.

## Posledice poplav
Izhajajoč iz dejstva, da je poplava naravni pojav ločujemo tudi posledice poplav v prostoru. Ločimo območja poplavne nevarnosti (angl.: flood hazard) in območja poplavne ogroženosti (angl.: flood risk). O poplavni nevarnosti govorimo, kot o naravnem procesu, ki sicer preoblikuje prostor, ne ogroža pa ljudi ali njihovega premoženja. O poplavni ogroženosti pa govorimo takrat, ko je na območju poplavne nevarnosti prisoten človek (poselitev, intenzivno kmetijstvo, industrija). Stopnje ogroženosti merimo, glede na število prebivalcev, intenzivnost gospodarskih dejavnosti, prisotnost okoljsko problematičnih objektov, ter na prisotnost objektov pomembne kulturne dediščine na območju.
Jakost poplave ocenjujemo glede na dva dejavnika in njuno součinkovitost: višino vode (h) na območju, hitrost vode (v) na območju ter glede na njuno razmerje (h/v).

### Primarna škoda
Poplave ogrožajo človeška življenja in materialne dobrine neposredno z delovanjem vodnega vala ali posredno, zaradi poškodb objektov in naprav, poškodb na pomembni infrastrukturi: električnih, plinskih in drugih napeljavah in podobno.
Ob katastrofalnih poplavah lahko pride tudi do drugih oblik škodljivega delovanja voda, kot so:
- Površinska, globinska in bočna erozija celinskih voda - površinska erozija pomeni odnašanje delcev s površine zemljišča; globinska erozija močno poglablja strugo, pobočja pa so zato strma, pogosto navpična ali celo previsna; bočna erozija se pojavi ko vodotok spodjeda breg na eni strani svoje struge, tako da material pade v strugo in razpade, istočasno pa se tok vode premika proti bregu, ki se spodjeda.
- Erozija morja - delovanje morja je omejeno na ozek pas kopnega, kjer morski valovi butajo ob obalo, jo izpodjedajo in rušijo. Večina erozijskih obal sestavljajo visoki, stenam podobni stmi do navpični odlomi - klifi. Morje nato odkrušen material nalaga v obalni ravnici.
- Zemeljski in snežni plazovi - zemeljski plazovi se pojavljajo v obdobjih daljšega deževja na strmih in golih pobočjih; sneženi plazovi se prožijo v primeru večjih količin novozapadlega snega, najbolj so nevarna pobočja porasla s travo in grape.
- Led na celinskih vodah - ko se led med poplavljanjem lomi, se lahko le-ta pomakne čez bregove rek. Poplava in ledeni kosi lahko tako poškodujejo objekte izven struge rek.
- Nenadzorovano uhajanje nevarnih snovi v okolje - ob poplavi, obstaja velika nevarnost, da zaradi poškodb na objektih in napravah, kjer se proizvajajo, uporabljajo, hranijo ali prevažajo nevarne snovi, pride do nenadzorovanega uhajanja teh snovi v okolje. Tako lahko pride do številnih zastrupitev z različnimi nevarnimi kemikalijami, poleg tega pa obstaja zaradi možnega razlitja bencina iz poškodovanih cistern povečana nevarnost požarov.[10]
- Poškodbe infrastrukture in bivališč

### Sekundarna škoda
Sekundarna škoda je škoda, ki je nastala kot posledica dlje časa trajajočih poplav
- Epidemije in epizootije - nevarnost za pojavo nalezljivih bolezni je odvisna od številnih dejavnikov, vključno s pojavljanjem določenih patogenov v prizadeti regiji pred nesrečo, vpliv poplave na vire pitne vode in sanitarne sisteme, dostopnost zdravstvenih storitev in hitrost, obseg, trajnost odziva po nesreči.
- Onesnažene poplavne vode se lahko razširijo na območja zajetja pitne vode, izredno hude poplave pa lahko uničijo občutljive ekosisteme.
- Posevki in oskrba s hrano - izguba celotnega pridelka lahko privede do pomanjkanja posevkov za hrano.[12]
- Drevje - neodporne vrste lahko umrejo zaradi zadušitve.[13]

### Terciarna (dolgoročna) škoda
- Poplave lahko povzročajo težke gospodarske razmere zaradi začasnega upada turizma, stroškov obnove, pomanjkanje hrane vodi do povišanja cen, itd.

### Zdravstveni vidik poplav
Poplave spadajo glede na število smrti med najhujše in hkrati med najpogostejše naravne katastrofe. Stopnja smrtnosti je večja pri državah v razvoju zaradi goste poseljenosti na poplavnih ravnicah in v bližini nevarnih obalnih območjih. Kljub temu povzročijo poplave relativno malo resnih poškodb. Najpogostejše poškodbe so zlomi, zvini in raztrganine, zaradi samega mehanizma poškodb mehkih tkiv in kosti pa so možni sekundarni zapleti, še posebej okužbe (infekcije). Ogrožene skupine ljudi so predvsem starejši ljudje, otroci ter ljudje z različnimi stopnjami invalidnosti, pa tudi nosečnice. Vplive poplav na zdravje ljudi lahko v grobem razdelimo na neposredne in posredne učinke.
Med neposredne učinke uvrščamo predvsem samo delovanje deroče vode, kar je odvisno od njene hitrosti in višine ter objektov, ki jih prenaša s sabo (podrta drevesa, kamni in drugi večji objekti) in samih topografskih lastnosti okolja. Tovrstno delovanje lahko povzroči utopitve ter razne mehanske poškodbe. Drugi večji učinek je stik z vodo, kar lahko privede do podhladitve, vnetij dihal, zapletov pri prebavilih ter raznih okužb. Pomembno je upoštevati tudi fizični in čustveni stres, kar se odraža v obliki psihosocialnih motenj in poslabšanj srčnožilnih bolezni, ter nerazumno obnašanje ljudi v smislu neupoštevanja opozoril oz. navodil (npr. ostajanje v osebnem avtomobilu navkljub opozorilu po radiu).
Med posredne učinke uvrščamo v prvi vrsti različne okužbe in pretrganje logističnih povezav, predvsem uničenje vodovodnih sistemov in transportnih sistemov v smislu dobave hrane in zdravil (npr. insulina zaradi diabetikov ter tetanusnega antitoksina za splošno zdravljenje), poleg tega pa tudi oteženo dostopnost ali nedostopnost nujne medicinske pomoči in drugih reševalnih služb do ponesrečencev. K povečanju številu okužb prispeva več dejavnikov, in sicer poškodbe kanalizacije, zaradi česar izteka umazana vsebina v vodo, stoječe vode, ki predstavljajo ugodno okolje za razmnoževanje številnih prenašalcev bolezni, migracije okuženih glodavcev, bližnji stik z večjim številom ljudi zaradi izrednih razmer ter oslabljeni imunski sistem (npr. zaradi jemanja imunosuspresivov, bolezni jeter idr.). Zaradi zaužitja okužene vode in/ali hrane pride do povečanja primerov leptospiroze, giardioze in kampilobakterioze ter okužb z enteropatogeno E. coli, hepatitisom A, Shigello ter Vibrio vulnificus, gramnegativno halofilno bakterijo. Posebna primera predstavljata legioneloza, ki se pojavi zaradi okvare prezračevalnih in toplovodnih sistemov ter plesni, ki se razrastejo v poplavljenih hišah in zalogah hrane ter so nevarne zaradi različnih mikotoksinov.
Pri poplavah, ki nastanejo zaradi tsunamijev, so posebnosti te, da prizadenejo tovrstne poplave prvenstveno obalna območja, imajo veliko rušilno moč, zaradi česar ostane veliko ljudi brez domov, s tem pa so bolj izpostavljeni nevarnim žuželkam, vročini in drugim okoljnim nevarnostim ter so poleg okužb, ki izvirajo iz kopenskih voda, možne še okužbe s patogenimi mikrobi, ki jih prinaša s sabo morska voda (npr. Mycobacterium marinum in Aeromonas).

#### Sanacija posledic poplav
Dejavnosti čiščenja po poplavah pogosto predstavljajo nevarnosti za delavce in prostovoljce, saj so le-ti zaradi poškodb infrastrukture in industrijskih objektov potencialno izpostavljeni različnim nevarnim snovem, nestabilnim konstrukcijam, električnemu toku ter požaru in z njo povezano zastrupitvijo z ogljikovim monoksidom (CO), poleg tega pa še obstaja nevarnost različnih okužb zaradi morebitnih trupel živali in ljudi ter poškodovane kanalizacije. Pri neprevidnih oz. neizkušenih prostovoljcih obstajata seveda še možnosti podhladitve ter utopitve.

## Koristnost poplav
Poplave imajo veliko slabih vplivov na poselitev ljudi in gospodarsko dejavnost. Vendar pa lahko poplave, zlasti pogostejše in manjše, prinesejo tudi veliko prednosti kot so npr.: polnitev podtalnice, večja rodovitnost tal, zemlji prinaša manjkajoča hranila. Poplavne vode so tudi ključnega pomena za nekatere ekosisteme, saj zagotavljajo napolnitev vodnih virov, zlasti v sušnih in polsušnih regijah, kjer so padavine čez vse leto neenakomerno porazdeljene. Sladkovodne poplave imajo pomembno vlogo pri ohranjanju rečnih ekosistemov in so ključni dejavnik pri ohranjanju biotske raznovrstnosti poplavnih ravnic. Tako so npr. nekatere vrste rib odvisne od poplav zaradi naplavljenja votlih ostankov lesa, saj jim le-ti nudijo učinkovito skrivališče, po drugi strani pa ribam poplave ponujajo ugodne pogoje za drstenje, drugim vrstam organizmov pa zagotavljajo zatočišče, vir hrane in življenjski prostor (habitat) ter pripomorejo k »prevladi« nativnih vrst nad tujimi, invazivnimi vrstami. Poleg naštetega poplave naplavljajo prst in drugi material na rečne delte in priobalna močvirja ter tako zagotavljajo njihovo ohranjanje.
Upravljanje poplavnih območij je eno od ukrepov, za obnovo nekega območja, tj. vrnitev nekega ekosistema v prejšno naravno stanje, in pripomorejo k odkritju novih znanstvenih spoznanj področju učinka poplav. Znana primera tega sta območji ob rekah Kissimmee v Floridi in Rio Grande v Novi Mehiki.
Periodične poplave so bile včasih ključnega pomena za razvoj prvih visokih civilizacij ob rekah Tigris, Evfrat, Nil, Ind, Ganges, Rumena reka, ...

## Ukrepi za varstvo pred poplavami
Ukrepe za varstvo pred poplavami ločimo na gradbene in preventivne -negradbene ukrepe. Gradbeni ukrepi so objekti in ureditve, ki varujejo pred vdorom poplavnih voda na  ogrožena območja in zmanjšujejo stopnjo poplavne ogroženosti, preventivni ukrepi so ukrepi, ki v največji možni meri ohranjajo območja poplavne nevarnosti neposeljena oz. z negradbenimi ukrepi vplivajo na zmanjševanje poplavne ogroženosti ( informiranje o prisotnosti poplavne nevarnosti, hidrološke napovedi, zavarovalništvo, gradbeni standardi) 
Nekatere metode preprečevanja poplav, kot so pogozdovanje za zadrževanje dodatnih količin vode, izdelava terasastih pobočij za upočasnjevanje toka vode in oddušnih kanalov za preusmeritev toka vode ter gradnja nasipov, so bile v uporabi že od antičnih časov.
Dandanes so v mnogih državah vzpostavljeni ukrepi pred poplavljanjem rek, v Evropi in Amerikah pa tudi ukrepi pred priobalnim poplavljanjem, kot so morski zidovi in ponovna zapolnitev obal s peskom. Z vidika tehnologije zaščite pred poplavami je v ospredju Evropa, saj leži mnogo držav pod morsko gladino. Sistemi proti poplavam, kot npr. na Nizozemskem, bi lahko postali pomemben model za druge države po svetu. V primeru, da glavni ukrepi odpovejo, se uporabi improvizirana zaščita, kot so vreče, napolnjene s peskom, in prenosne napihljive cevi.
Največji in najbolj zapleten sistem za zaščito pred poplavami, znan pod imenom Projekt Delta, se nahaja na Nizozemskem. Zgrajen je bil kot odgovor na poplave Severnega morja leta 1953 na jugozahodu Nizozemske. V Franciji je zaradi Velikih poplav v Parizu leta 1910 bila zgrajena serija zadrževalnikov, imenovana Velika jezera Sene (francosko Les Grands Lacs de Seine), ki zmanjšajo breme s Sene med poplavami, še posebej med rednim poplavljanjem pozimi. London je zaščiten pred morskimi poplavami z veliko mehansko prepreko preko Temze, ki se dvigne, ko nivo morske gladine preseže določeno točko.
Nazoren primer odpovedi varnostnega sistem proti poplavam so poplave v New Orleansu zaradi hurikana Katrina leta 2005. 35 % mestnega območja leži pod morsko gladino, zato so v 60.. letih dvajsetega stoletja bile zgrajene poplavne zapornice in nasipi, ki se raztezajo več sto kilometrov. Uradne preiskave so v glavnem pokazale, da je sistem odpovedal zaradi inženirskih napak, čeprav so se pojavila številna nesoglasja glede tega. Po eni teoriji je voda preplavila nasipe, zaradi česar je prišlo do erozije, poleg tega pa naj bi nasipi preprosto popustili zaradi prevelikega bremena, saj izvorno niso bili zgrajeni za tovrsten naval vode. Po drugi teoriji naj bil vzrok popustitve plast mulja, ki izvira iz ostankov močvirja, na katerem je bilo zgrajeno nižje območje mesta (blizu jezera Ponchartrain). Mulj je bil že pred poplavo rahle strukture in prepojen z vodo. Po navalu vode v kanale naj bi pritisk vode narasel v spodnjih plasteh prsti, posledično pa naj bi začela voda pronicati pod temelje nasipov. Ko so se plasti mulja in prsti dovolj razrahljale, so se začele premikati in odnašati s sabo celoten material, vključno z nasipi.
Ukrepe za zaščito pred poplavami delimo, glede na način delovanja, na:
- aktivne, s katerimi vplivamo na obliko in naravo pojava, zmanjšujemo velikost in trajanje poplavnega vala (akumulacije, pogozdovanje,...). Ti ukrepi zmanjšujejo naravno nevarnost in vplivajo na naravne procese, katerih razsežnost in intenziteta lahko povzročita naravno nesrečo (klasični tehnični in biotehnični ukrepi za urejanje hudournikov in sanacijo erozijskih žarišč, ciljni negovalni ukrepi v varovalnih gozdovih idr.).
- pasivne, s katerimi se ščitimo pred posledicami (nasipi, evakuacija,...). Ti ukrepi ne vplivajo na naravne procese, ki so vzrok za naravne nesreče, vplivajo pa na zmanjšanje škode, ki nastanejo ob naravnih nesrečah (npr. prostorsko načrtovanje, ki upošteva karte nevarnosti in tveganj zaradi naravnih nevarnosti; zaščita nepremičnin idr.).

Ukrepe za zaščito pred poplavami delimo, glede na vrsto posega, na:
- vodogradbene, ki zajemajo gradnjo hidrotehničnih objektov, izvedbo regulacij itd.
- alternativne, ki zajemajo upravno zakonske ukrepe, prilagojeno prostorsko načrtovanje, prepoved ali omejevanje posameznih dejavnosti, podporo željenim dejavnostim (pogozdovanje, protipoplavna gradnja), zavarovalna politika, usklajena raba prostora

| - Vodogradbeni ukrepi z graditvijo hidrotehničnih objektov, regulacijskimi posegi vplivajo na verjetnost pojava in pretočno krivuljo. So verjetno najstarejši ukrepi za varstvo pred poplavami. Občutek varnosti na nekdanjih poplavnih območjih pospešuje njihov gospodarski razvoj in s tem povečuje ranljivost pri poplavi. Posebna nevarnost je možnost porušitve objekta s katastrofalnimi posledicami. | |  |
| Nasipi | Je temeljni objekt pasivnega načina varstva, ker z njim odstranimo nevarnost na določenem območju. Preprečuje razlitje po poplavnem območju. Običajno je zgrajen iz zemlje in sestavljen iz temelja nasipa, telesa nasipa (vodna in zračna stran) in krone (vrhnji del). |  |
| Oddušni kanali | Odvajajo vodo po strugi mimo ogroženega območja. Na Kitajskem so ta ukrep uporabljali že pred našim štetjem. V prejšnjih stoletjih so ga uporabljali pri zaščiti strjenih mestnih površin. V Ljubljani je bil zato zgrajen Gruberjev kanal. |  |
| Zadrževalniki | To so objekti, ki ob poplavi zadržijo večje količine vode. Na ta način se zmanjša pretok v strugi vodotoka. Lahko so suhi, ki se napolnijo le ob poplavi ali mokri, v katerih je del prostornine namenjen za zadrževanje poplav. |  |
| Urejanje vodotokov | Urejanje vodotokov pomeni spreminjanje njihovega pretočnega prereza, naklona delov rečne struge, ter spremembo odtočnega koeficienta brežin in dna . To se doseže z razširitvami delov struge vodotokov, tlakovanjem brežin in dna, z gradnjo pragov, jezov ter z urejanjem objektov izven struge na poplavnem območju, kot so sistemi nasipov, zadrževalniki s stalno ali občasno ojezeritvijo, s katerimi poskušajo upravljati z vodnimi količinami in jih uravnavati glede na različne gospodarske in ekološke potrebe. Popoln nadzor režima ni mogoč in sproža nezaželene procese pri pretoku sedimentov in kakovosti voda. |  |
| Urejanje povirij | Sem spadajo ukrepi, ki zmanjšujejo površinski odtok in zadrževanje vode v podpovršinskih akumulacijah povirja. Eden izmed ukrepov je pogozdovanje. |  |
| Urejanje urbanih površin | Urbane površine so občutljive glede korenitih sprememb s katerimi bi se dosegli visok standard varnosti. Težave se lahko rešujejo z uporabo poroznih materialov na parkiriščih in cestiščih. Pri močnejših dežjevjih se voda zbira znotraj naselij ( suhi zadrževalniki), v podvozih ali pa teče po cestah kot po strugah vodotokov. |  |
| Alternativni ukrepi so ukrepi, ki ne zahtevajo graditve hidrotehničnih objektov. | |  |
| upravno-zakonski ukrepi | Z njimi poskušamo doseči urejanje območja, na katerem bo škoda pri poplavah najmanjša. |  |
| prostorsko načrtovanje | Prostorsko planiranje obsega izdelavo temeljev prostorskih načrtov, ustreznih postopkov in standardov, s katerimi se uravnava dejavnost na celotnem povodju. Vsebovati morajo podatke o nevarnosti, ranljivosti in ogroženosti posameznih območij. |  |
| nezgodno zavarovanje | Ker poplave zajamejo velika območja, prihaja do visokih zneskov škode, tako da zavarovalnice brez pomoči države ne morejo izplačati škode. Način zavarovanja je v različnih državah različen. |  |

### Karte poplavne nevarnosti in karte poplavne ogroženosti
Karte poplavne nevarnosti zajemajo geografska območja, na katerih lahko pride do naslednjih vrst poplav:
- poplav z majhno verjetnostjo oziroma poplav, kot posledice izrednih dogodkov;
- poplav s srednjo verjetnostjo (verjetna povratna doba 100 let);
- poplav z veliko verjetnostjo, kjer je to primerno.

Za vsako vrsto poplav se prikažejo podatki o obsegu poplav, globini ali gladini vode, hitrosti toka ali o pretoku vode
Karte poplavne ogroženosti prikazujejo morebitne škodljive posledice, povezane s prej omenjenimi poplavami, ki se
jih opisuje z naslednjimi kazalci:
- okvirno število prebivalcev, ki jih lahko prizadene poplava;
- vrste gospodarskih dejavnosti na območju, ki jih lahko prizadene poplava;
- obrati, ki lahko v primeru poplav povzročijo nenamerno onesnaženje, in zavarovana območja, ki jih lahko prizadene poplava;
- drugi podatki, za katere menijo, da so koristni, kot na primer navedba območij, kjer lahko pride do poplav z visoko vsebnostjo toka sedimenta ali naplavin, in podatki o drugih večjih virih onesnaževanja.

## Katastrofalne poplave
Spodaj je seznam večjih svetovnih katastrofalnih poplav, ki so terjale nad 100.000 smrtnih žrtev.
| Smrtne žrtve        | Vzrok | Območje         | Datum |
| ------------------- | --- | --------------- | ----- |
| 2.500.000–3.700.000 | poplave reke Jangce (Chang Jiang) v osrednji Kitajski | Kitajska        | 1931  |
| 900.000–2.000.000   | poplava Rumene reke (Huang He) | Kitajska        | 1887  |
| 500.000–700.000     | poplava reke Rumene reke (Huang He) | Kitajska        | 1938  |
| 231.000             | zrušitev dveh jezov hidroelektrarn Banqiao in Shimantan, posledica tajfuna Nina, je povzročilo približno 86.000 smrtnih žrtev zaradi poplav in še 145.000 umrlih zaradi posledic bolezni | Kitajska        | 1975  |
| 230.000             | tsunami v Indijskem oceanu | Indonezija      | 2004  |
| 145.000             | poplava reke Jangce (Chang Jiang) | Kitajska        | 1935  |
| več kot 100.000     | poplava na dan sv. Feliksa, plimni val | Nizozemska      | 1530  |
| 100.000             | poplava v delti Rdeče reke | Severni Vietnam | 1971  |
| 100.000             | poplava reke Jangce (Chang Jiang) | Kitajska        | 1911  |

### Velike poplave v Sloveniji v 20. in 21. stoletju
| Datum                   | Območje                                                                                  | Vzroki                                                       | Posledice |
| ----------------------- | ---------------------------------------------------------------------------------------- | ------------------------------------------------------------ | --- |
| 1901, november          | večji del porečja Save                                                                   | dolgotrajno jesensko deževje                                 | obsežne poplave ob večjih rekah (pod vodo tudi velik del Celja)                                                  |
| 1910, maj               | Štajerska                                                                                | močne padavine                                               | povsem uničena setev, več mrtvih                                                                                 |
| 1923, november–december | vzdolž Save, ob Savinji in Krki                                                          | dolgotrajno deževje                                          | obsežne poplave ob Savi                                                                                          |
| 1925, november          | ob Savinji, Dravi in Muri s pritoki                                                      | močne padavine                                               | poplavljene ravnine ob večjih rekah z vasmi in mesti (Celje, Murska Sobota, Maribor, Ljutomer ...)               |
| 1926, 8. avgust         | ob Savinji, Dravi in Muri s pritoki                                                      | močna neurja, divjanje hudournikov                           | številne poškodbe na železniškem omrežju                                                                         |
| 1926, 27. september     | ob Gradaščici in Poljanski Sori                                                          | močno neurje, divjanje hudournikov                           | poplavljen tudi južni del Ljubljane, več mrtvih                                                                  |
| 1933, 23.−24. september | Ljubljansko barje, kraška polja na Notranjskem in Dolenjskem, ob spodnji Savi in Savinji | dolgotrajno deževje                                          | velike poplave na kraških poljih, poplavljene vasi in mesta ob večjih rekah, več mrtvih                          |
| 1954, 4.−5. junij       | porečje Savinje                                                                          | močno neurje, divjanje hudournikov, zemeljski plazovi        | poplavljeno Celje; 11 mrtvih                                                                                     |
| 1990, 1. november       | ob Savinji, Kamniški Bistrici in Sori ter pritokih                                       | dolgotrajno deževje, divjanje hudournikov, zemeljski plazovi | poplavljeno Celje, 2 mrtva                                                                                       |
| 2007, 18. september     | v Bohinju, ob Selški Sori ter Savinji s pritoki                                          | močni nalivi, divjanje hudournikov                           | poplavljeni Železniki in naselja v Spodnji Savinjski dolini, 6 mrtvih                                            |
| 2010, 18.-20. september | vzhodni, osrednji in južni del Slovenije                                                 | močno deževje, divjanje hudournikov, zemeljski plazovi       | poplavljen južni del Ljubljane ter mesta ob Ljubljanici, Krki, Savinji, Sori, Dragonji, Kolpi in drugje, 3 mrtvi |